# ユルドゥルム・メルト・チェティン
ユルドゥルム・メルト・チェティン（Yıldırım Mert Çetin , 1997年1月1日 - ）は、トルコ・アンカラ県アンカラ出身のサッカー選手。セリエA・エラス・ヴェローナFC所属。ポジションはDF。

## クラブ経歴
2008年に地元アンカラに本拠地を置くゲンチレルビルリイSKのユースアカデミーに入団。2016年にハジェッテペSKと契約し、プロデビュー。2016-17シーズンは30試合に出場。翌2017-18シーズンよりゲンチレルビルリイSKでプレーした。
2019年8月16日、ASローマと5年契約を締結したことが発表された。
2020年8月24日、エラス・ヴェローナFCに買取オプション付のレンタルで移籍した。

## 代表経歴
2019年11月17日のUEFA EURO 2020予選のアンドラ戦で、トルコ代表デビューを果たした。